# Freddy Moreira
Freddy Moreira (Delft, 30 mei 1993), artiestennaam van Emilio Sedoc, is een Nederlandse artiest, dj, vocalist en producer. Hij won meerdere awards en staat bekend als een van de meest geboekte Nederlandse dj's.

## Levensloop
Moreira, die van Surinaamse afkomst is, werd geboren in Delft en groeide op in Gouda.
Moreira begon op zijn veertiende met het produceren van muziek. Zijn carrière als dj startte op zijn zestiende. Hij verwierf bekendheid met mixtapes en live optredens.  In 2015 werkte Moreira samen met Gio en Keizer aan het nummer Omlaag, dat een grote hit werd.
Van 2015 tot en met 2017 tourt Moreira met zijn Freddy Moreira Show tour langs meerdere poppodia als PAARD, Effenaar, Hedon en verschillende nachtclubs door Nederland.  Freddy treed in de jaren erna op in onder andere Ahoy, GelreDome, AFAS Live, RAI, Jaarbeurs en de Brabanthallen en op uiteenlopende festivals als Paaspop, Dance Valley, Mysteryland, Solar, Dauwpop, Defqon.1, 7th Sunday en Latin Village.
In 2018 en 2024 won Moreira de FunX Music Award voor beste dj.  In 2018 en 2019 was hij de meest geboekte dj van het jaar.
Moreira heeft muziek uitgebracht bij SPEC., Spinnin' Records, Van Klasse en Top Notch.    Hij werkt samen met onder andere The Partysquad, Darkraver, Poke, Trafassi, Gio en Keizer. In samenwerking met Damaru bracht Freddy in 2025 een vernieuwde versie van diens nummer 1 hit 'Tuintje In Mijn Hart' uit 2009 uit. 
Moreira presenteert sinds 2018 de podcast Moreira's Mansion op NPO-radiozender FunX. Op Curaçao en Bonaire wordt de podcast uitgezonden door Dolfijn FM. Sinds 2023 heeft Moreira's Mansion eigen podia op ID&T's Mysteryland en Emporium Festival van Matrixx Events.
Onder de noemer Freddy Moreira & Friends host Freddy ook eigen podia op de festivals 7th Sunday en Matrixx At The Park tijdens de Nijmeegse Vierdaagsefeesten. 

## Trivia
- In 2018 werd Moreira's laptop, die twaalf jaar aan muziek bevatte, uit zijn auto gestolen.[21]